# Bupleurum sachalinense
Bupleurum sachalinense là một loài thực vật có hoa trong họ Hoa tán. Loài này được F.Schmidt mô tả khoa học đầu tiên năm 1868.